# Nat King Cole
Nathaniel Adams Coles (Montgomery, Alabama, 17 de marzo de 1919-Santa Mónica, California, 15 de febrero de 1965), más conocido como Nat King Cole, fue un cantante y pianista estadounidense de jazz. 
Es considerado uno de los mejores pianistas de la era del swing y uno de los mejores cantantes de jazz. Ha vendido más de 75 millones de discos en todo el mundo.

## Trayectoria

### Infancia
Su padre Edward Coles era carnicero y diácono en la Iglesia Bautista. Su familia se trasladó a Chicago cuando Nat era todavía un niño. Allí, su padre se convirtió en ministro de la iglesia y su madre, Perlina Adams, era la encargada de tocar el órgano de la iglesia. Fue la única maestra de piano que tuvo Nat en toda su vida. Aprendió tanto jazz como música góspel, sin olvidar la música clásica.
La familia vivía en el barrio de Bronzeville, famoso a finales de los años 20 por su vida nocturna y sus clubes de jazz. Nat visitó con frecuencia estos locales, escuchando a artistas como Louis Armstrong o Earl Hines.
Inspirado por Hines, Nat inició su carrera artística a mediados de la década de los 30 cuando aún era un adolescente. Adoptó el nombre de Nat Cole, abandonando la «s» de su apellido familiar. Su hermano mayor, Eddie, bajista, se unió a la banda de Nat cuando este realizó su primera grabación en 1936. Tuvieron un cierto éxito como banda local en Chicago y se convirtieron en habituales en los escenarios de los clubes. De hecho, el sobrenombre de «King» (en español: Rey) se lo dieron a Nat en uno de estos locales. Cole participó también como pianista en una gira junto a Eubie Blake. Cuando la gira llegó a Long Beach (California), Nat decidió establecerse allí.

### Los Ángeles y el King Cole Trio

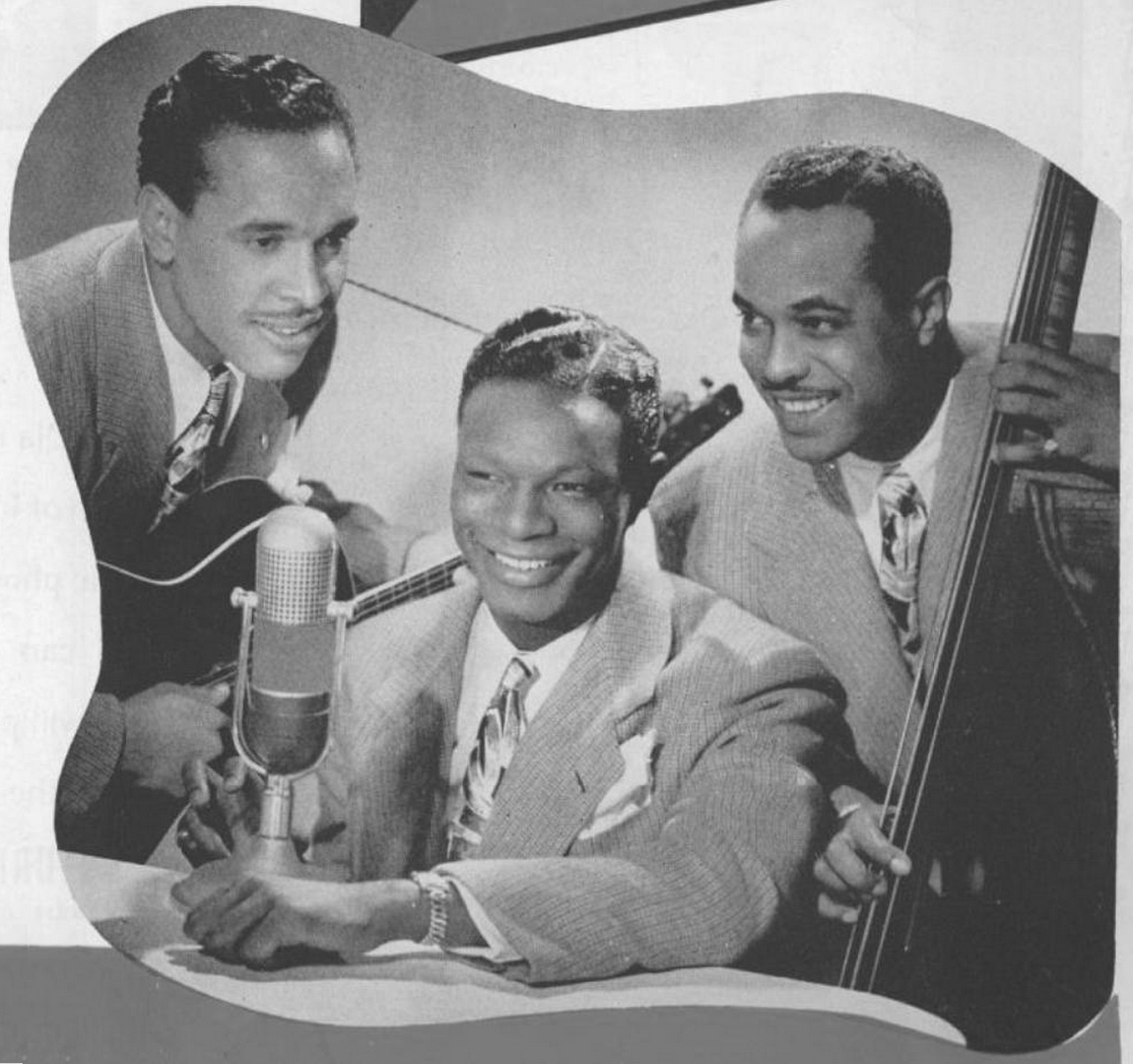
Foto publicada en el almanaque
de 1944 de la revista Billboard

Nat Cole, junto con otros tres músicos, formó el grupo «King Cole Swingers» con el que actuaron en numerosos locales. Nat se casó con Nadine Robinson y se trasladó a Los Ángeles donde formó el «Nat King Cole Trio». Estaba compuesto por Nat al piano, Oscar Moore a la guitarra y Wesley Prince al Bajo. El trío actuó en Los Ángeles desde finales de los 30 y participó también en numerosos programas de radio.
A Cole se le consideraba un pianista de jazz brillante. Apareció, por ejemplo, en los primeros conciertos de «Jazz at the Philharmonic» (JATP). Un grupo compuesto únicamente por piano, guitarra y bajo en la época de las grandes bandas significó una auténtica revolución e impuso un estilo que más tarde imitarían otros grandes del jazz y del blues como James Brown y Ray Charles. Cole actuó también como pianista acompañante de artistas de la categoría de Lionel Hampton.
Sin embargo, Cole no consiguió llegar al gran público hasta «Sweet Lorraine» en 1940. Aunque había cantado diversas baladas con el trío, se avergonzaba de su voz y jamás se consideró un buen cantante.
A principios de los años 40, el King Cole Trio firmó un contrato con la discográfica Capitol Records con la que continuó durante el resto de su carrera. En la década de los 50, la popularidad de Cole era tanta que el edificio de la Capitol Records era conocido como «la casa que construyó Nat».

### Carrera como cantante
Su primer éxito como cantante lo obtuvo con «Straighten Up and Fly Right», basada en una leyenda afroamericana que su padre había utilizado como tema para sus sermones. Se considera que esta canción es la predecesora de las primeras grabaciones de rock and roll.
Cole alcanzó el número uno de ventas en 1950 con la canción «Mona Lisa». A partir de ese momento se inició una nueva etapa en su carrera, y se convirtió principalmente en cantante de baladas aunque no olvidó sus raíces en el jazz lo que no evitó que algunos críticos le acusaran de «haberse vendido» a la música comercial. 
Nat King Cole se convirtió en el primer afroamericano en tener un programa de radio propio y en 1950 repitió la proeza, esta vez en un programa de televisión. Cole luchó durante toda su vida contra el racismo y se negó a actuar en los lugares en los que se practicaba la segregación racial. En 1956, mientras actuaba en Alabama, sufrió un ataque por miembros del «Consejo de ciudadanos blancos» que pretendían secuestrarlo. A pesar de que sufrió diversas heridas completó la actuación, en la que anunció que sería su última actuación en el sur. 
Se casó por segunda vez con Maria Ellington, con la que tuvo cinco hijos, dos de ellos adoptados. Su hija Natalie Cole (1950-2015) fue también cantante. Cole, tras volverse un fumador empedernido, falleció de cáncer de pulmón en 1965.
En julio de 2003 musicólogos británicos encontraron importantes similitudes en la letra y los esquemas rítmicos de «Yesterday» y la canción «Answer Me, My Love» de Nat King Cole, lo que dio lugar a especulaciones de que Paul McCartney había sido influido por esa canción. Otros afirmaron que McCartney podría haberse basado inconscientemente en la versión de Ray Charles de «Georgia on My Mind».

### Nat King Cole en español
En 1958, Nat «King» Cole extendió aún más su popularidad mundial a los países hispanos al grabar algunas de sus interpretaciones en español. Para ello, en estudios de La Habana, Cuba (hoy pertenecientes a la discográfica cubana EGREM) y de México, grabó su primer LP en este idioma, titulado Cole Español haciéndose acompañar por la orquesta de Armando Roméu hijo y de un conjunto de mariachis, algo sorprendente en un artista proveniente del jazz. Este álbum le reportó tanto éxito, por haber interpretado canciones mexicanas, que comenzaron a llegarle contratos para actuar en tales países. 
En este sentido, es de destacar que cuando Cole actuó en Caracas, en Venezuela, en ese mismo año, contratado por el presentador de TV Renny Ottolina, a quien el cantante le preguntó por las canciones venezolanas más populares. El presentador respondió que el famoso vals venezolano Ansiedad (compuesto por José «Chelique» Sarabia) era una de ellas. Así pues, con la ayuda de Ottolina y de Sarabia, Nat «King» Cole aprendió frase por frase este tema, ya que no sabía hablar español y carecía de habilidades para aprender idiomas. Finalmente, este tema fue incluido en su siguiente álbum en español y portugués A Mis Amigos (1959). Este ciclo se cierra, con su última grabación en español titulada More Cole Español (1962).

## Vida personal
Cole conoció a su primera esposa, Nadine Robinson, mientras estaban de gira para el musical de Broadway Shuffle Along, exclusivamente para negros. Tenía 18 años cuando se casaron. Ella fue la razón por la que se mudó a Los Ángeles y formó el trío Nat King Cole. Su matrimonio terminó en divorcio en 1948.
El 28 de marzo de 1948 (Domingo de Pascua), seis días después de que su divorcio fuera definitivo, Cole se casó con la cantante Maria Hawkins. Los Cole se casaron en la Iglesia Bautista Abisinia de Harlem con Adam Clayton Powell Jr. Tuvieron cinco hijos: Natalie (1950-2015), quien tuvo una exitosa carrera como cantante antes de morir de insuficiencia cardíaca congestiva a los 65 años; una hija adoptiva, Carole (1944-2009, hija de la hermana de María), que murió de cáncer de pulmón a la edad de 64 años; un hijo adoptivo, Nat Kelly Cole (1959-1995), que murió de sida a la edad de 36 años; e hijas gemelas, Casey y Timolin, nacidas el 26 de septiembre de 1961. María lo apoyó durante su última enfermedad y permaneció con él hasta su muerte. En entrevista destacó su legado musical y la clase que exhibió a pesar de sus imperfecciones.

## Discografía selecta
| Año de publicación | Título                                     | Discográfica              |
| ------------------ | ------------------------------------------ | ------------------------- |
| 1952               | Penthouse Serenade                         | Capitol Records (EE. UU.) |
| 1952               | Top Pops                                   | Capitol Records (EE. UU.) |
| 1952               | Harvest Of Hits                            | Capitol Records (EE. UU.) |
| 1953               | Sings For Two In Love                      | Capitol Records (EE. UU.) |
| 1954               | Unforgettable                              | Capitol Records (EE. UU.) |
| 1955               | Penthouse Serenade                         | Capitol Records (EE. UU.) |
| 1955               | Nat King Cole Sings For Two In Love        | Capitol Records (EE. UU.) |
| 1955               | 10th Anniversary Album                     | Capitol Records (EE. UU.) |
| 1955               | Top Pops                                   | Capitol Records (EE. UU.) |
| 1955               | The Piano Style of Nat King Cole           | Capitol Records (EE. UU.) |
| 1956               | Ballads of the Day                         | Capitol Records (EE. UU.) |
| 1957               | This Is Nat King Cole                      | Capitol Records (EE. UU.) |
| 1957               | After Midnight                             | Capitol Records (EE. UU.) |
| 1957               | Just One Of Those Things                   | Capitol Records (EE. UU.) |
| 1957               | Love Is the Thing                          | Capitol Records (EE. UU.) |
| 1958               | Cole Español                               | Capitol Records (EE. UU.) |
| 1958               | St. Louis Blues                            | Capitol Records (EE. UU.) |
| 1958               | The Very Thought Of You                    | Capitol Records (EE. UU.) |
| 1958               | To Whom It May Concern                     | Capitol Records (EE. UU.) |
| 1959               | Welcome To The Club                        | Capitol Records (EE. UU.) |
| 1959               | A Mis Amigos                               | Capitol Records (EE. UU.) |
| 1960               | Tell Me All About Yourself                 | Capitol Records (EE. UU.) |
| 1960               | Everytime I Feel The Spirit                | Capitol Records (EE. UU.) |
| 1960               | Wild Is Love                               | Capitol Records (EE. UU.) |
| 1960               | The Magic of Christmas                     | Capitol Records (EE. UU.) |
| 1961               | The Nat King Cole Story                    | Capitol Records (EE. UU.) |
| 1961               | The Touch of Your Lips                     | Capitol Records (EE. UU.) |
| 1962               | Nat King Cole Sings, George Shearing Plays | Capitol Records (EE. UU.) |
| 1962               | Ramblin' Rose                              | Capitol Records (EE. UU.) |
| 1962               | Dear Lonely Hearts                         | Capitol Records (EE. UU.) |
| 1962               | More Cole Español                          | Capitol Records (EE. UU.) |
| 1962               | Swingin' Side Of Nat King Cole             | Capitol Records (EE. UU.) |
| 1963               | Nat King Cole Sings the Blues              | Capitol Records (EE. UU.) |
| 1963               | Those Lazy-Hazy-Crazy Days of Summer       | Capitol Records (EE. UU.) |
| 1963               | Top Pops                                   | Capitol Records (EE. UU.) |
| 1963               | Where Did Everyone Go?                     | Capitol Records (EE. UU.) |
| 1963               | The Christmas Song                         | Capitol Records (EE. UU.) |
| 1964               | Nat King Cole Sings «My Fair Lady»         | Capitol Records (EE. UU.) |
| 1964               | Let's Face The Music!                      | Capitol Records (EE. UU.) |
| 1964               | I Don't Want To Be Hurt Anymore            | Capitol Records (EE. UU.) |
| 1965               | L-O-V-E                                    | Capitol Records (EE. UU.) |

### Experiencia con el racismo
En agosto de 1948, Cole compra una casa del Coronel Harry Gabtz, el exesposo de la actriz del cine mudo Lois Weber por el Hancock Park un vecindario blanco en Los Ángeles, California. El Ku Klux Klan que tenía actividad en Los Ángeles en los años 50s, respondió colocando una cruz ardiendo en el frente del césped. Los miembros de la asociación de propietarios le dijeron a Cole que no querían que ningún "indeseable" se mudara al vecindario. Cole respondió: "Yo tampoco. Y si veo que alguien indeseable entra aquí, seré el primero en quejarme".
En 1956 Cole fue contratado para presentarse en Cuba. Quería quedarse en el Hotel Nacional de Cuba, en La Habana, pero fue rechazado porque trabajaba en la barra gente negra. Cole cumplió su contrato y el concierto en el Club Tropicana fue un gran éxito. Durante el año siguiente, regresó a Cuba para otros conciertos, cantando muchas canciones en español.
En 1956, Cole fue asaltado durante un concierto en Birmingham (Alabama) con Ted Heath Band mientras cantaban la canción «Little Girl». Habían circulado fotografías de Cole con una mujer blanca, portadas con titulares en negrita donde se leía «Cole y su mujer blanca» y «Cole y su hija». Tres hombres del norte de Alabama asaltaron a Cole. La ley local dio por finalizado el ataque pero durante ese ataque contra el confuso Cole, fue golpeado con la banca de su piano y lesionado en la espalda. No terminó el concierto. Un cuarto miembro del grupo fue más tarde arrestado. Todos fueron juzgados y encerrados. 
Después del ataque en Birmingham, Cole dijo: «No puedo entender esto...No he tomado partido con ninguna protesta. No estoy unido a una organización que pelee por la segregación. ¿Por qué me atacaron?». Un vecino de Alabama, comentó que los blancos del sur no aceptaban los cambios de costumbres y de tradiciones de la región. Cole dijo que quería olvidar el incidente y continuar tocando para las audiencias segregadas del sur. Dijo que no podía cambiar la situación en un día. Contribuyó con dinero a Montgomery Bus Boycott (boicot en contra de los autobuses de Montgomery) y demandó que los hoteles del noroeste que lo habían contratado rechazaba los servicios hacia él. Thurgood Marshall, el jefe legal de NAACP, lo llamó como el «Tío Tom» diciendo que podría presentarse con un banjo. Roy Wilkins, secretario ejecutivo de la NAACP, le escribió un telegrama que decía: «Usted no puede hacer una cruzada como apoyo en el cambio de costumbres o leyes en el Sur. Esa responsabilidad, déjela a los periódicos. Lo que usted dice, déjelo a otros tipos. El ataque que usted claramente indica, es fanatismo organizado, no hace distinción entre ellos y quienes no tienen actividades de reto de una discriminación racial y de quienes lo hacen. Es una pelea en la cual ninguno de nosotros puede escapar. Lo invitamos a que se una a una cruzada en contra del racismo».
The Chicago Defender comentó: Cole se presentó para todas las audiencias de blancos pero fue un insulto para su raza. The New York Amsterdam News, dijo «miles de negros de Harlem quienes lo adoraban en un santuario al cantante Nat King Cole le han dado la espalda esta semana, lo que ha notado el trovador después de regresar de la NAACP y decir que el puede continuar cantando a las audiencias de Jim Crow». «A tocar los discos del Tío Nat», escribío un comentarista en The American Black. «Sostener su «traición», ideas y estrecho pensamiento». Herido profundamente por las críticas por la prensa negra, Cole fue castigado. Enfatizó su oposición a la segregación racial «de una manera», uniéndose a otros entretenimientos para boicotear la segregación. Pagó 500 dólares para ser miembro de por vida de la rama de NAACP asentada en Detroit. Hasta su muerte en 1965, fue un activo y visible participante en los movimientos de los derechos civiles, teniendo un papel importante en la planeación de la Marcha a Washington en 1963.

### Política
Cole cantó en la Convención Nacional Republicana de 1956 en Cow Palace, Daly City (California), para mostrar su apoyo al presidente Dwight D. Eisenhower. Cantó «Eso es todo lo que hay que hacer» y fue «recibido con un aplauso.» También estuvo presente en la Convención Nacional Demócrata en 1960 para apoyar al Senador John F. Kennedy. Él estaba entre las docenas de artistas reclutados por Frank Sinatra para actuar en la gala inaugural de Kennedy en 1961. Cole consultó con el presidente Kennedy y su sucesor, Lyndon B. Johnson, sobre derechos civiles.

## Enfermedad y muerte
En septiembre de 1964, Cole comenzó a perder peso y experimentó dolor de espalda. Aparecía en una revista musical de gira, Sights and Sounds, y viajaba a Los Ángeles a la música de cine para Cat Ballou cuando se involucró cada vez más en una relación extramarital con una persona de 19 años, la bailarina sueca, Gunilla Hutton, el adulterio de Cole llevó a María a contemplar el divorcio. Cole colapsó de dolor después de actuar en el Sands en Las Vegas. En diciembre, estaba trabajando en San Francisco cuando finalmente fue persuadido por amigos para que buscara ayuda médica. Se observó un tumor maligno en un estado avanzado de crecimiento en su pulmón izquierdo en una radiografía de tórax. Cole, que había sido un gran fumador de cigarrillos, tenía cáncer de pulmón y se esperaba que solo tuviera meses de vida. Contra los deseos de sus médicos, Cole continuó su trabajo e hizo sus grabaciones finales del 1 al 3 de diciembre en San Francisco, con una orquesta dirigida por Ralph Carmichael. La música se lanzó en el álbum L-O-V-E poco antes de su muerte.
Cole entró en St. John's Hospital en Santa Mónica el 7 de diciembre, e inició la terapia de cobalto el 10 de diciembre. Frank Sinatra se presentó en lugar de Cole en la gran inauguración del nuevo Dorothy Chandler Pavilion del Los Angeles Music Center el 12 de diciembre. La condición de Cole empeoró gradualmente, pero fue dado de alta del hospital durante el período de Año Nuevo. En casa, Cole pudo ver los cientos de miles de tarjetas y cartas que se habían enviado después de que las noticias de su enfermedad se hicieran públicas. Cole regresó al hospital a principios de enero. También envió $ 5,000 a Hutton, quien más tarde llamó a María y le imploró que se divorciara de él. María se enfrentó a su esposo, y Cole finalmente rompió la relación con Hutton. La enfermedad de Cole lo reconcilió con su esposa, y él prometió que si se recuperaba iría a la televisión para instar a que la gente deje de fumar. El 25 de enero, se extirpó quirúrgicamente todo el pulmón izquierdo de Cole. Su padre murió de problemas cardíacos el 1 de febrero. A lo largo de la enfermedad de Cole, sus publicistas promovieron la idea de que pronto estaría bien y trabajando, a pesar del conocimiento privado de su condición terminal. Billboard la revista informó que «Nat King Cole ha superado con éxito una operación seria y ... el futuro parece brillante para que 'el maestro' reanude su carrera nuevamente». El Día de San Valentín, Cole y su esposa dejaron brevemente a St. John's para conducir por el mar. Murió en el hospital a primera hora de la mañana del 15 de febrero de 1965, a la edad de 45 años.
El funeral de Cole se llevó a cabo el 18 de febrero en la Iglesia Episcopal St. James en Wilshire Boulevard en Los Ángeles; 400 personas estuvieron presentes, y miles se reunieron fuera de la iglesia. Cientos de miembros del público habían pasado el ataúd el día anterior. Fueron portadores honorarios Robert F. Kennedy, Count Basie, Frank Sinatra, Sammy Davis Jr., Johnny Mathis, George Burns, Danny Thomas, Jimmy Durante, Alan Livingston, Frankie Laine, Steve Allen, y Pat Brown (el gobernador de California). La elegía fue pronunciada por Jack Benny, quien dijo que «Nat Cole era un hombre que dio tanto y que todavía tenía mucho que dar. Lo dio en una canción, en amistad con su prójimo, la devoción a su familia». «Era una estrella, un tremendo éxito como artista, una institución. Fue un éxito aún mayor como hombre, pero como esposo fue infiel, como padre poco presente y como amigo la subjetividad indico que bueno». Los restos de Cole descansan en el Mausoleo de la Libertad en Forest Lawn Memorial Park, en Glendale, California.

## Realizaciones póstumas
El último álbum de Cole, L-O-V-E , se grabó a principios de diciembre de 1964, apenas unos días antes de ingresar al hospital para recibir tratamiento contra el cáncer, y se lanzó justo antes de morir. Alcanzó el puesto número 4 en la lista de álbumes de Billboard en la primavera de 1965. Un álbum Best Of recibió el certificado de oro en 1968. Su grabación de «When I Fall in Love» en 1957 alcanzó el número 4 En las listas del Reino Unido en 1987.
En 1983, un archivista de EMI Electrola, filial de EMI Records (empresa matriz de Capitol) en Alemania, descubrió algunas grabaciones inéditas de Cole, incluida una en japonés y otra en español («Tu Eres Tan Amable»). Capitol los lanzó más tarde ese año como el LP Unreleased .
En 1991, Mosaic Records lanzó The Complete Capitol Records Recordings del Nat King Cole Trio , una compilación de 349 canciones disponibles como un 18 - CD o un 27 - LP establecido. En 2008 se relanzó en formato de descarga digital a través de servicios como iTunes y Amazon Music.
También en 1991, Natalie Cole grabó una nueva pista vocal que se mezcló con la grabación en estéreo de 1961 de su padre de su éxito de 1951 «Unforgettable» para un tributo en el álbum del mismo título La canción y el álbum ganaron siete premios Grammy en 1992 por Mejor álbum y Mejor canción.

## Legado
Cole fue incluido en el Alabama Music Hall of Fame y en el Alabama Jazz Hall of Fame. Fue galardonado con el Grammy Lifetime Achievement Award en 1990. Fue incluido en el Down Beat Jazz Hall of Fame en 1997 y en Hit Parade Hall of Fame en 2007. Un sello de correos de Estados Unidos con la imagen de Cole se emitió en 1994. Fue incluido en el Rock and Roll Hall of Fame en 2000 y en el Latin Songwriters Hall of Fame en 2013.
El éxito de Cole en Capitol Records, para el cual registró más de 150 sencillos que llegaron a las listas de Pop, R&B y Country de «Billboard», aún no ha sido igualado por ningún artista de Capitol. Sus discos vendieron 50 millones de copias durante su carrera. Su grabación de «The Christmas Song» aún recibe airplay cada temporada de vacaciones, incluso llegando al Top 40 de Billboard en diciembre de 2017. 
El actor infantil Cole Sprouse fue llamado así por él.